# Tiền tuyến
Tiền tuyến hay chiến tuyến là ranh giới chiến đấu giữa hai lực lượng quân đội trong chiến tranh, đó là phần phía trước của các bên trong một cuộc chiến, trái ngược với hậu phương. Tiền tuyến là nơi giao tranh trực tiếp của binh lính, nơi triển khai vũ khí và đội hình đơn vị và là nơi chịu đựng trực tiếp các tổn thất trong chiến đấu, bao gồm nhân mạng và vật chất.

## Liên kết
Hậu phương nằm ở phía sau, tiền tuyến nằm phía trước trực tiếp giao chiến với quân đối phương. Nguồn lực bao gồm binh lính, vũ khí... được đưa đến tiền tuyến thông thường bằng các tuyến vận tải và hệ thống kho, trạm. Cả nguồn nhân lực tiền tuyến lẫn nguồn nhân lực hậu phương đều cùng chung mục đích chiến tranh, theo đuổi lý tưởng chính trị và mục đích chiến thắng.
Đường mòn Hồ Chí Minh là một con đường quan trọng vận chuyển nguồn lực chi viện của Việt Nam Dân Chủ Cộng Hòa cho Mặt trận Giải phóng Miền Nam. Đây là liên kết hậu phương – tiền tuyến của phe Cộng sản hai miền, quân đội Hoa Kỳ đã thất bại trong viện ngăn chặn con đường này.

## Phụ thuộc
Tiền tuyến phụ thuộc vào hậu phương, vào các nguồn lực do hậu phương cung cấp. Để có thể đạt chiến thắng phải duy trì sự cung ứng – yêu cầu nguồn lực từ hậu phương. Sức mạnh tiền tuyến là từ sức mạnh hậu phương. Nếu hậu phương suy yếu hoặc bị tàn phá sẽ ảnh hưởng đến tiền tuyến, và từ đó ảnh hưởng đến kết quả chiến tranh. Khi chiến tranh ngày càng ác liệt, tiền tuyến cần hậu phương vững mạnh, có thể cung ứng nhu cầu nguồn lực chiến tranh ngày càng gia tăng.
Trong thời kỳ chiến tranh Việt Nam, mối quan hệ hai miền được phe Cộng sản hai miền nhìn nhận là mối quan hệ hậu phương – tiền tuyến, miền Bắc là hậu phương, miền Nam là tiền tuyến.

## Sử dụng trong lĩnh vực kinh doanh
Tiền tuyến cũng được sử dụng trong lĩnh vực kinh doanh, dùng để gọi bộ phận bán hàng. Lực lượng tiền tuyến đảm nhận vai trò quan trọng và trực tiếp là bán hàng.

### Sách
- Đảng cộng sản Việt Nam (2004). Văn kiện Đảng toàn tập, Tập 31. NXB Chính trị quốc gia.
- Đinh Xuân Lý (2007). Một số chuyên đề lịch sử Đảng Cộng sản Việt Nam, Tập 1. NXB Chính trị quốc gia. OCLC 234042862.
- Đỗ Ngọc Nhận (1970). Vấn đề chỉ đạo chiến lược trong chiến tranh Việt Nam. Giấy Phép Số. OCLC 23551188.
- Đỗ Tất Thắng, Phạm Thúy Nga (2005). Đại tướng Võ Nguyên Giáp với cuộc kháng chiến chống Mỹ, cứu nước. NXB Quân đội nhân dân. OCLC 62320616.
- Julie Zhuo (2019). Bí Quyết Trở Thành Nhà Quản Lý Tài Ba: Làm gì khi mọi ánh nhìn đều đổ dồn vào bạn. First News.
- Stephen R. Covey, Breck England (2011). Lựa Chọn Tối Ưu Thứ 3: Giải quyết những vấn đề nan giải nhất trong cuộc sống. First News.
- Thanh Hồng, Trần Hoàn (1999). Những lá thư vượt tuyến. NXB Trẻ & Công ty phát hành sách khu vực II Thành phố Hồ Chí Minh. OCLC 45964802.
- Trường đại học Hồng Đức (2004). Kỷ yếu Hội thảo khoa học kỷ niệm 50 năm chiến thắng Điện Biên Phủ, 1954-2004. NXB Thanh Hóa. OCLC 76972154.
- Viện lịch sử quân sự Việt Nam (1999). Đường Hồ Chí Minh, một sáng tạo chiến lược của Đảng. NXB Quân đội nhân dân. OCLC 45064778.

### Tạp chí
- Đảng cộng sản Việt Nam (2000). "Tạp chí cộng sản: cơ quan lý luận và chính trị của Đảng cộng sản Việt-Nam, Số phát hành 13-24". Đảng cộng sản Việt Nam. {{Chú thích tạp chí}}: Chú thích magazine cần |magazine= (trợ giúp)